# 佩普森巴赫河

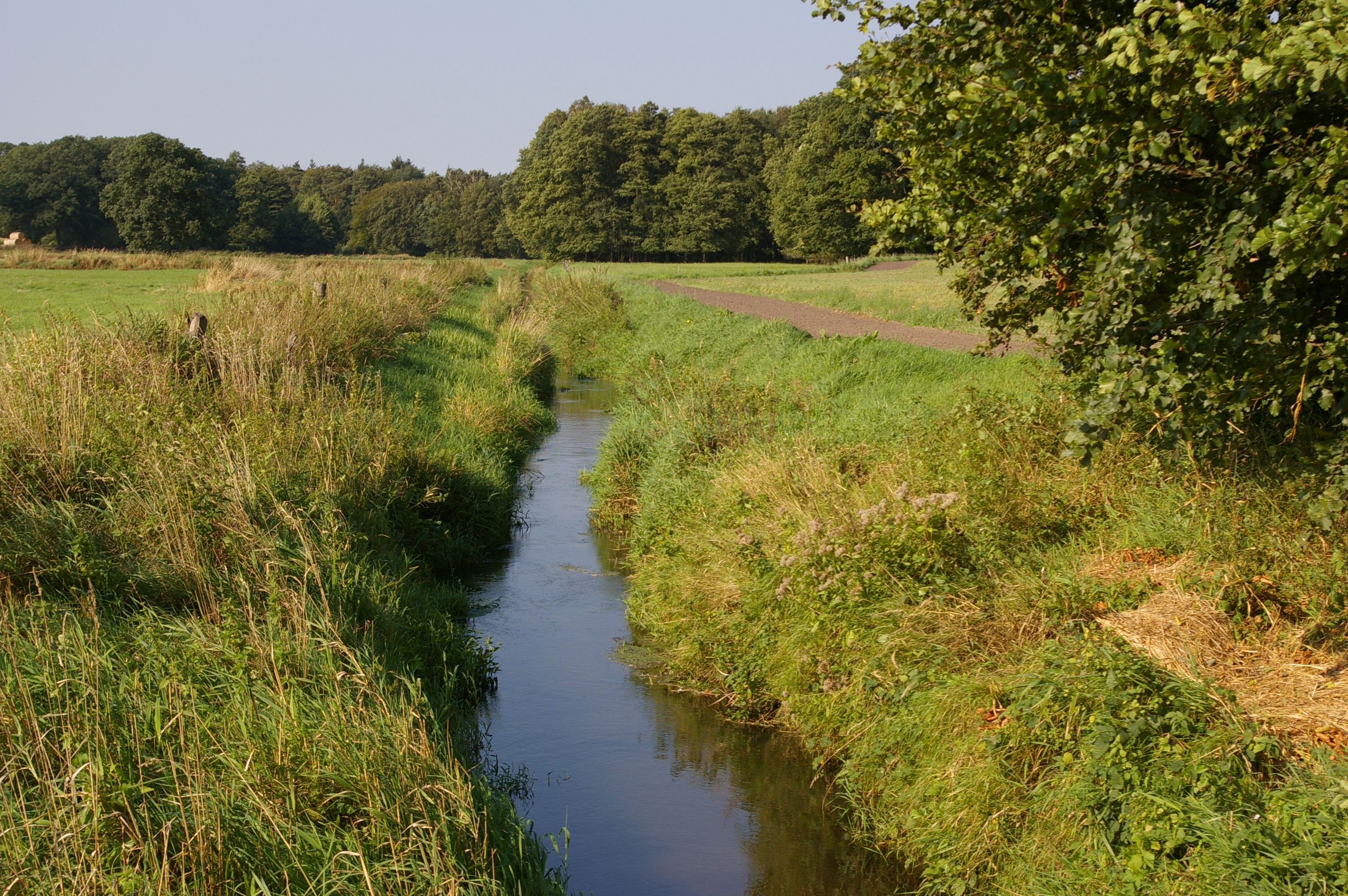
佩普森巴赫河

佩普森巴赫河（德語：Päpser Bach），是德國的河流，位於該國西北部，由下薩克森州負責管轄，河道全長6公里，發源自施塔夫霍斯特，河口處在錫登堡附近。